# Estación de Salé-Tabriquet
La estación de Salé-Tabriquet (en árabe: محطة سلا تابريكت‎) es una estación ferroviaria de Salé, Marruecos. Situada en el distrito de Tabriquet, da servicio a los suburbios del norte de la ciudad. La estación es la segunda estación de tren de Salé en términos de tráfico, después de la estación de Salé-Ville.
En 2020, a causa de la pandemia de COVID-19, la ONCF decidió cerrar temporalmente la estación.